# Apalis à calotte noire
Apalis nigriceps
Espèce
Statut de conservation UICN

 LC  : Préoccupation mineure
L'Apalis à calotte noire (Apalis nigriceps) est une espèce de passereaux de la famille des Cisticolidae.

## Répartition et sous-espèces
Son aire disjointe s'étend à travers l'Afrique équatoriale.
Selon la classification de référence du Congrès ornithologique international (14.2, 2024) :
- A. n. nigriceps (Shelley, 1873) — du Sierra Leone au Gabon et Centrafrique
- A. n. collaris Van Someren, 1915 — RDC et Ouganda